# Bernardo Fallani

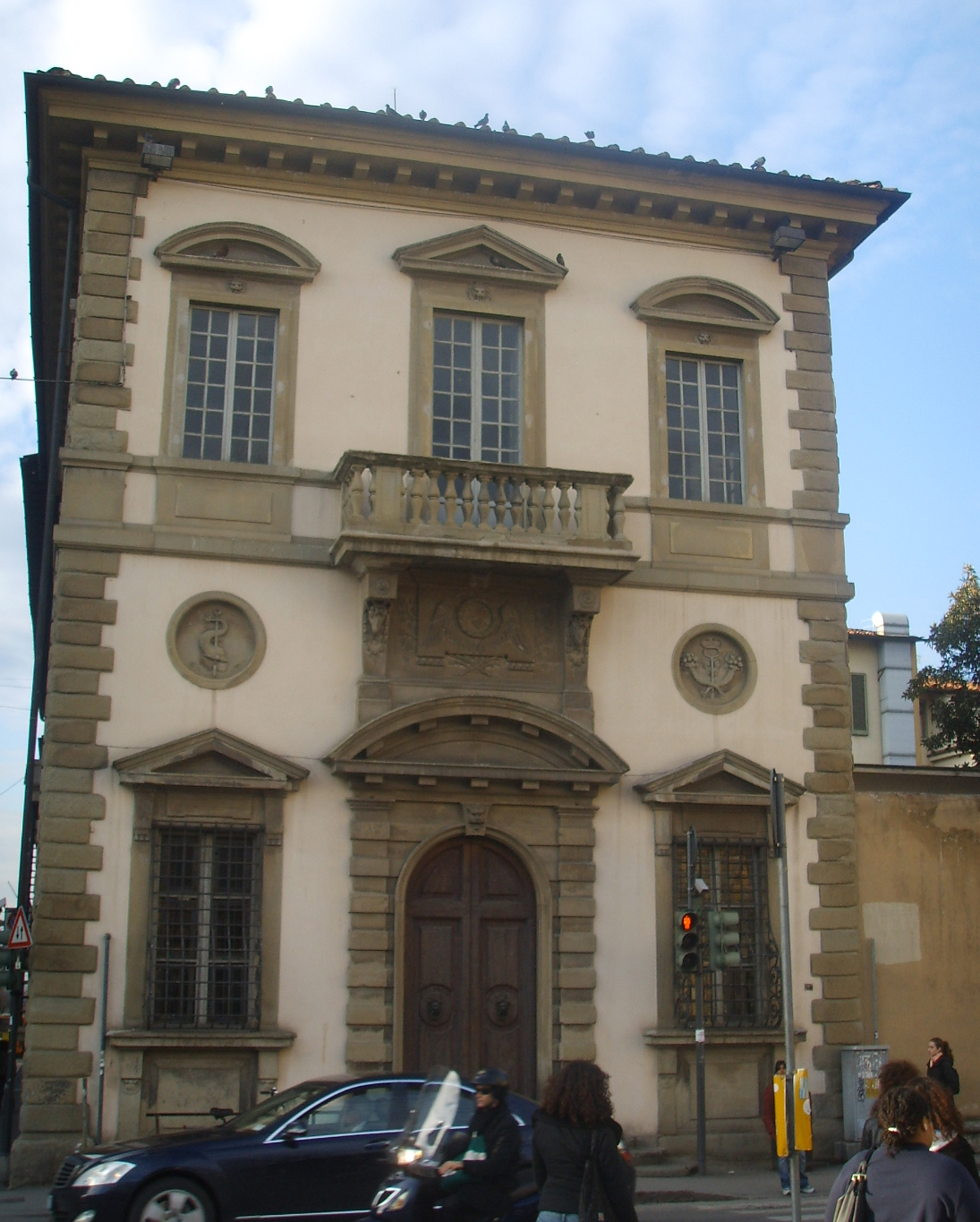
La Palazzina della Livia

Bernardo Fallani (21 dicembre 1739 – 16 settembre 1806) è stato un architetto e ingegnere italiano, attivo soprattutto a Firenze.

## Biografia
REI ARCHITECTONICAE PERITISSIMVS/
QVEM OB SVAS ANIMI INGENIIOQVE DOMVS/
ETRURIA MOERENS LVGET ADEMPTUM/
VBI AD VITAE LVMEN SURREXERAT/
IBI IN PACE TVM LARI OSSA DECREVIT/
OBIIT DIE XVI SEPTEMB. AN. MDCCCVI.
(Lapide dell’architetto murata sulla facciata della Badia a Settimo, Scandicci (FI).)»
A tutt’oggi (2019) ignoriamo dove abbia effettuato il tirocinio formativo come architetto. Nel 1768 si ha il primo documento sulla sua vita, quando venne assunto nello Scrittoio delle Regie Fabbriche granducali, come assistente architetto per l'architettura civile.
La sua carriera fu soprattutto in ambito burocratico, un aspetto che il Granduca Pietro Leopoldo riteneva essenziale nella sua scrupolosa gestione del Granducato di Toscana.
Non mancano tuttavia opere dove poté manifestare il suo estro artistico. Per esempio nel 1771 realizzò la facciata per la chiesa di Santa Verdiana di Castelfiorentino, ma la sua opera più conosciuta è la cosiddetta Palazzina della Livia, realizzata tra il 1775 e il 1778 su incarico del granduca stesso, per ospitare la sua amante, la ballerina e cantatrice Livia Malfatti Raimondi. Poco distante dalla palazzina, curò anche la ristrutturazione dell'ex-ospedale di San Matteo per ospitare l'Accademia delle Belle Arti.
Ristrutturò l'ex-convento di San Niccolò di Cafaggio (dove oggi si trova l'Opificio delle Pietre Dure) e la chiesa di San Frediano in Cestello. Inoltre progettò la sistemazione dell'oratorio della Compagnia della Santissima Annunziata come nuova chiesa. Lavorò tra il 1785 e il 1786 anche all'interno dell'Ospedale degli Innocenti, dove ricreò i soffitti, e successivamente (1791) iniziò un restauro complessivo di Palazzo Vecchio, anche se questo progetto non venne completato per mancanza di fondi.
Ancora per Pietro Leopoldo, su suggerimento del vescovo Scipione de' Ricci, progettò alcune chiesette di montagna lungo la transappenninica che portava all'Abetone, fatta aprire dal Granduca stesso, che ancora oggi punteggiano qua e là il territorio della montagna pistoiese.